# Canal 2 (Costa Rica)
Pour les articles homonymes, voir Canal 2.

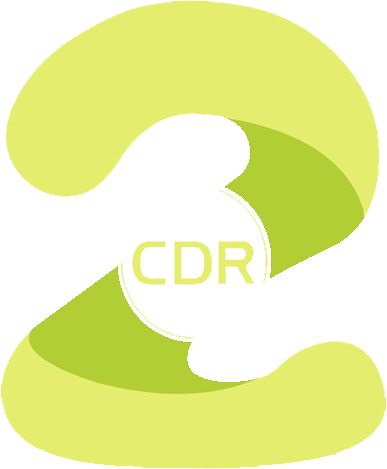
Logo de Canal 2 CDR

Conexión TV Canal 2 est une chaîne de télévision costaricienne.